# Islande aux Jeux olympiques d'hiver de 1992
Cet article contient des informations sur la participation et les résultats de l'Islande aux Jeux olympiques d'hiver de 1992, qui ont eu lieu à Albertville en France.

## Résultats

### Ski alpin

#### Femmes
| Athlète             | Épreuve      | Manche 1      | Manche 1 | Manche 2      | Manche 2 | Total         | Total |
| Athlète             | Épreuve      | Temps         | Rang     | Temps         | Rang     | Temps         | Rang  |
| ------------------- | ------------ | ------------- | -------- | ------------- | -------- | ------------- | ----- |
| Ásta Halldórsdóttir | Slalom géant | 1 min 14 s 55 | 38       | 1 min 15 s 48 | 30       | 2 min 30 s 03 | 30    |
| Ásta Halldórsdóttir | Slalom       | 53 s 56       | 33       | 49 s 18       | 27       | 1 min 42 s 74 | 27    |

#### Hommes
| Athlète               | Épreuve      | Manche 1             | Manche 1             | Manche 2             | Manche 2             | Total                | Total |
| Athlète               | Épreuve      | Temps                | Rang                 | Temps                | Rang                 | Temps                | Rang  |
| --------------------- | ------------ | -------------------- | -------------------- | -------------------- | -------------------- | -------------------- | ----- |
| Örnólfur Valdimarsson | Super-G      |                      |                      |                      |                      | 1 min 20 s 64        | 51    |
| Kristinn Bjornsson    | Super-G      |                      |                      |                      |                      | 1 min 17 s 89        | 43    |
| Kristinn Bjornsson    | Slalom géant | Abandon (1re manche) | Abandon (1re manche) | Abandon (1re manche) | Abandon (1re manche) | Abandon (1re manche) | –     |
| Örnólfur Valdimarsson | Slalom géant | 1 min 13 s 88        | 54                   | 1 min 11 s 14        | 44                   | 2 min 25 s 02        | 44    |
| Kristinn Bjornsson    | Slalom       | Abandon (1re manche) | Abandon (1re manche) | Abandon (1re manche) | Abandon (1re manche) | Abandon (1re manche) | –     |
| Örnólfur Valdimarsson | Slalom       | 58 s 12              | 42                   | 58 s 36              | 35                   | 1 min 56 s 48        | 35    |

### Ski de fond

#### Hommes
| Épreuve                    | Athlète               | Course            | Course |
| Épreuve                    | Athlète               | Temps             | Rang   |
| -------------------------- | --------------------- | ----------------- | ------ |
| 10 km classique, poursuite | Haukur Eiríksson      | 34 min 52 s 6     | 81     |
| 10 km classique, poursuite | Rögnvaldur Ingþórsson | 32 min 04 s 6     | 59     |
| 15 km libre, poursuite1    | Haukur Eiríksson      | 53 min 40 s 3     | 80     |
| 15 km libre, poursuite1    | Rögnvaldur Ingþórsson | 47 min 48 s 8     | 66     |
| 30 km technique classique  | Haukur Eiríksson      | Abandon           | –      |
| 30 km technique classique  | Rögnvaldur Ingþórsson | 1 h 39 min 23 s 9 | 69     |
| 50 km technique libre      | Rögnvaldur Ingþórsson | 2 h 25 min 16 s 9 | 54     |

1 L'heure de départ est basé sur les résultats du 10 km. Rögnvaldur Ingþórsson et Haukur Eiríksson partent respectivement 4 minutes et 28 secondes et 7 minutes et 16 secondes après le vainqueur du 10 km classique, le Norvégien Vegard Ulvang.